# 邓散木
邓散木（1898年10月—1963年10月8日），乳名菊初，学名士杰，拜师赵古泥时改名铁，字钝铁，号粪翁、散木，又号芦中人、无恙、且渠子、厕简子，到晚年时，因脉管炎而截肢，锯去一只脚，索性自号一足，又称夔。斋名厕简楼、豹皮室、三长两短斋，上海人，中国书法家、篆刻家。

## 生平
邓散木从赵古泥学篆刻，又从萧退庵学书法，因二师都是江苏常熟人，所以自号“庐山弟子”。精通封泥、陶文、秦汉印章等，不受人拘束，逐渐形成了独具风格的篆刻艺术；书法上隶书以张迁碑为基础，行书以章草为基础，晚年师法于王羲之和柳公权。有人把吴苦铁、王冰铁、钱瘦铁与邓散木（邓钝铁）并称，合称为“江南四铁”。
31岁的时候，以粪翁为号开始卖书鬻章的生活。邓奇怪的别号及其篆刻章印的精致度立刻引起了关注。 当被问及号“粪翁”的理由时，邓指出，粪字有扫除的意思。《左传》有“小人粪除先人之敝庐”，《国语》有“洁其粪除”。他认为“旧社会太肮脏，非扫除一下不可”。
邓取别名多带秽字，被部分喜欢雅致的文人敬而远之，但邓对他的别号却极为重视。曾经有富商愿出厚润求他的书法，请求不署名“粪翁”而署名“邓铁”，邓大不高兴，坚决拒绝；又榜其斋为“厕简楼”，自号“厕简子”，且自刻印章“遗臭万年”、“逐臭之夫”，以表达对社会的愤慨。
中共建国前已经名声大振，中共建国后调入中央，并在北京广收门徒，使北方的篆刻艺术得到发展。虽然有“南邓北齐”的说法，但齐白石长于画，而篆刻方面无法与邓散木相比。
晚年住在北京，专心写作。

## 家庭
女儿邓国治，曾任中国新闻社记者、中国书法家协会常务理事。

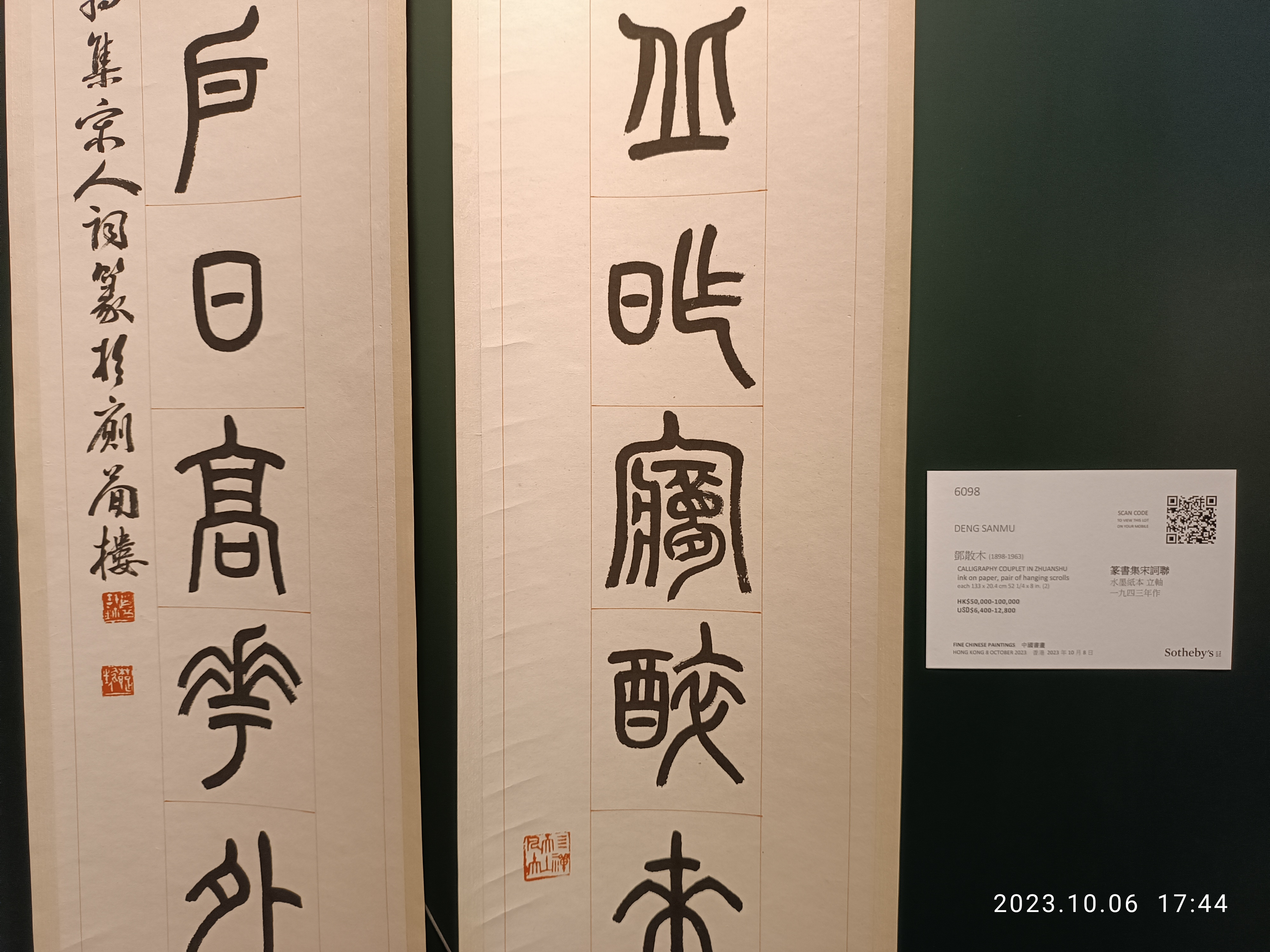

## 作品
出版有手写体的《散木印艺》，可以看到邓散木书法功力深厚。